# 海城镇 (海丰县)
海城镇是中国广东省汕尾市海丰县下辖的一个镇，位于海丰县中部，是海丰县人民政府的驻地，海丰县的政治、经济和文化中心。海城镇总面积为231.29平方公里，下辖22个村级行政单位，户籍人口17.3万人。

## 行政区划
海城镇下辖以下村级行政区划单位
海珠社区居民委、新桥社区居民委、龙门社区居民委、南门社区居民委、新安社区居民委、龙津社区居民委、新城社区居民委、城西社区居民委、城北社区居民委、北门社区居民委、新园社区居民委、云岭社区居民委、总寮社区居民委、长埔村、新望村、桂望村、莲花村、召贡村、南垭村、埔仔村、万中村和莲光村。